# Nouvelle Cour
Nouvelle Cour est une agence de  conseil en communication avec pour objet l’insertion professionnelle de jeunes diplômés, située à La Courneuve en Seine-Saint-Denis.
La vocation de l’agence est de permettre aux jeunes diplômés issus de BTS Communication de faire  une première expérience professionnelle de deux ans. Durant cette période, les chefs de projet sont parrainés par des seniors en activité. Leur sélection se faisant sur le critère de leurs compétences.
Nouvelle Cour souhaite que ces chefs de projet apportent la preuve de leur capacité à faire carrière en agence ou chez l’annonceur.

## Historique
Au début des années 2000, Francis Benhaim, professeur du BTS Communication du lycée Jacques-Brel (La Courneuve), déplore les difficultés auxquelles se heurtent les jeunes diplômés de son établissement dans leur parcours d’insertion. 
Motivés et volontaires, ils sont confrontés à un double obstacle : leur manque d’expérience professionnelle au moment de trouver un premier emploi et les discriminations de certains employeurs du fait de leurs origines ou de leur adresse.
Persuadé du potentiel de ces jeunes, Francis Benhaim,  veut fonder une structure tremplin, entre le lycée et le monde du travail. Il partage  projet avec Samira Djouadi. Convaincue par cette idée, elle pousse TF1 à s’associer à la démarche et à sensibiliser le groupe de communication \TBWA France. 
La conjonction de ces trois volontés, celles du professeur de BTS, de TF1 et de TBWA France, que l’agence Nouvelle Cour voit le jour, avec l’aide du cabinet d'avocats Lartigue-Tournois et Associés, sous forme associative, en 2006. 
Fin 2006, l'association s’installe dans un bureau offert par la société PAPREC basée à La Courneuve, qui soutient le démarrage du projet. 
La SNCF et BNP Paribas sont les deux premiers clients de l'agence  qui vise à offrir un même niveau de qualité que ses concurrents, avec un « supplément d’âme » qui tient au projet de l’association. 
Depuis sa création,Aegis Media, Your Voice, SFR et Renault ont rejoint le conseil d'administration. L'association bénéficie du soutien de la Région Île-de-France, de l’Agence nationale pour la Cohésion Sociale et l’Égalité des chances et du conseil général de la Seine-Saint-Denis notamment à travers le dispositif des emplois tremplins.

## Objectif
Nouvelle Cour a pour finalité d’être un tremplin pour les chefs de projets, recrutés en CDI.
L'agence a un processus de recrutement plutôt différent des entreprises classiques : elle ne cherche pas à recruter le meilleur candidat mais se demande plutôt à quel jeune l’expérience de Nouvelle Cour serait la plus profitable.
L’association mise donc sur le potentiel des jeunes recrutés qui s’engagent, en contrepartie, à chercher un autre emploi dès la fin de leur deuxième année d’exercice ; sans pour autant être sous la pression du terme d’un contrat à durée déterminée.
Un certain nombre de chefs de projets ont déjà quitté Nouvelle Cour pour travailler en agence ou chez l’annonceur,.

## Réalisations
- SFR Régie : campagne B2B à destination des agences médias. Les supports de communication : e-mailing, annonces presse, site Internet, bannières web, goodies, PLV
- Colas : campagne internationale de sensibilisation à la sécurité sur les chantiers du Groupe. Les supports de communication : logo, affiches, goodies, guide [7]
- Institut national de prévention et d'éducation pour la santé – en partenariat avec \TBWA Corporate : campagne de prévention santé auprès des populations migrantes.
- Course en Cours (concours de mini Formule 1 pour initier des collégiens-lycéens aux sciences et à la technologie) : accompagnement stratégique annuel du concours.
- Agence nationale pour la rénovation urbaine : réalisation de reportages vidéo pour les Journées Nationales de Rénovation Urbaine - JRU [8]
- TF1 : conception et réalisation des rapports annuels 2008, 2009 et 2010 du Groupe TF1
- Office français de protection des réfugiés et apatrides : conception et réalisation des rapports d’activité 2010, 2011 et 2012 de l’OFPRA [9]
- Stade de France : réalisation d’outils de communication interne : guide d’accueil, guide pratique, campagne de sensibilisation à la Reconnaissance de la Qualité de Travailleur Handicapé [10]
- Association Astrée : campagne d’affichage sur les souffrances morales
- Fondation SNCF : campagne de lutte contre l’illettrisme
- AkzoNobel, Bouygues Bâtiment International, École supérieure de publicité, Fondation d'Entreprise Renault, Fondation TF1, Paprec Group.